# Мартинес, Джексон
Дже́ксон (Ха́ксон) А́рлей Марти́нес Вале́нсия (исп. Jackson Arley Martínez Valencia; род. 3 октября 1986, Кибдо, Колумбия) — колумбийский футболист, нападающий. Выступал в сборной Колумбии. Участник Чемпионата мира 2014 года.

## Карьера

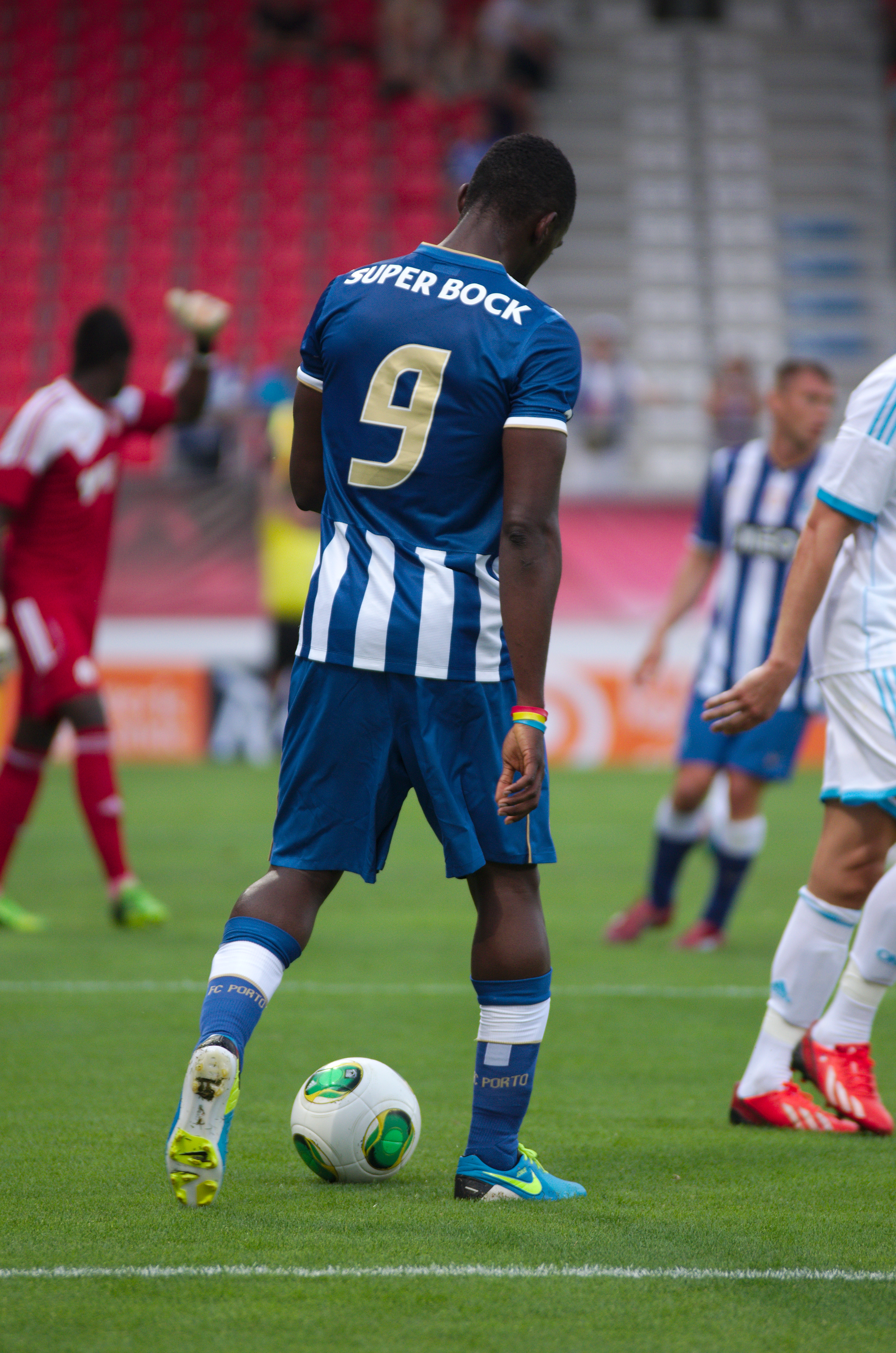
Мартинес в составе «Порту»

### «Индепендьенте Медельин»
Мартинес воспитанник футбольной академии «Индепендьенте Медельин». В 2005 году он дебютировал за основную команду. В 2009 году Джексон стал лучшим бомбардиром в сезоне, с 18 голами в колумбийской лиге, а также привел «Индепендьенте» к своему 5-му титулу.

### «Хагуарес Чьяпас»
После нескольких успешных сезонов в Колумбии Мартинесом заинтересовался ряд клубов из Аргентины и Мексики. В 2010 году Джексон подписал контракт с мексиканским «Хагуарес Чьяпас». 17 января в матче против «Крус Асуль» он дебютировал в мексиканской Примере. 31 января в поединке против «УАНЛ Тигрес» Мартинес забил первые голы за команду, оформив «дубль» в ворота соперников. В своем первом сезоне он забил 9 мячей в 13 матчах и занял четвёртое место в итоговом списке бомбардиров Лиги MX. В 2011 году в розыгрыше Кубка Либертадорес Джексон забил 3 гола в 4 матчах и помог команде дойти до 1/4 финала соревнования. В начале 2012 года он был выбран капитаном команды. Он провёл отличный сезон забив около 30 мячей. Его успехи в Мексике привлекли внимание многих европейских клубов, таких как английские «Ливерпуль» и «Манчестер Сити», испанская Барселона и португальский «Порту».

### «Порту»
7 июля 2012 года Мартинес перешёл в «Порту», сумма трансфера составила 11 млн. долларов. 11 августа в матче за Суперкубок Португалии против «Академики» Джексон дебютировал за новую команду. В этом же поединке он забил свой первый и единственный гол в матче и завоевал свой первый трофей в Португалии. Также Мартинес был признан лучшим игроком матча.
19 августа в матче против «Жил Висенте» Мартинес дебютировал в чемпионате Португалии. 25 августа в поединке против «Витории Гимарайнш» он забил свой первый мяч в португальской лиге. Забив 11 голов в первых 12 встречах Мартинес побил бомбардирское достижение Радамеля Фалькао, Халка и Лисандро Лопеса. Известный португальский журналист Жоао Руэла придумал Мартинесу прозвище «Джекшоу Мартинес». Джексон завоевал звание футболиста месяца в октябре, ноябре и феврале.
В своем первом сезоне Мартинес выиграл Лигу Сангриш и стал его лучшим бомбардиром. В следующем сезоне «Порту» занял лишь 3-е место в чемпионате пропустив вперёд себя «Бенфику» и «Спортинг», однако Джексон вновь стал лучшим бомбардиром чемпионата.

### «Атлетико Мадрид»
В июне 2015 года стало известно, что нападающий договорился о контракте на 5 лет с клубом «Атлетико Мадрид». Стоимость трансфера составит 35 миллионов евро. 22 августа в матче против «Лас-Пальмас» Мартинес дебютировал в Ла Лиге. 30 августа в поединке против «Севильи» он забил свой первый гол за «матрасников».

### «Гуанчжоу Эвергранд»
3 февраля 2016 года перешёл в  «Гуанчжоу Эвергранд». Контракт подписан на четыре года. Заработная плата колумбийца 12,5 миллиона евро в год. Мартинес стал одним из самых высокооплачиваемых футболистов мира. 29-летний нападающий сборной Колумбии перешёл за рекордные для азиатского футбола 42 миллиона евро. 24 февраля 2016 года дебютировал в официальном матче за китайскую команду. Колумбийский футболист вышел в основном составе домашнего матча 1-го тура азиатской Лиги чемпионов против южнокорейской команды «Пхохан Стилерс». Форвард провёл на поле все 90 минут, но отличиться не смог, а встреча завершилась нулевой ничьей. 6 марта Джексон забил свой дебютный гол за «Гуанчжоу Эвергранд» в гостевом против «Чунцин Лифань», который в итоге закончился со счётом 1:2. Однако заиграть в Китае Джексон не сумел, сыграв за сезон только 10 матчей (6 в основе) и забив 4 гола в чемпионате.
На сезон 2017 в связи с ужесточением лимита на легионеров главный тренер команды Луис Фелипе Сколари решил исключить Мартинеса из заявки на чемпионат. 28 февраля 2018 года «Гуанчжоу Эвергранд» расторг контракт с Мартинесом. Летом 2018 года Джексон на правах аренды перешёл в «Портимоненсе». В матче против «Витории Гимарайнш» он дебютировал за новый клуб.
7 декабря 2020 года завершил профессиональную карьеру футболиста.

## Статистика

### Клубная статистика
По состоянию на 15 апреля 2016 года
| Выступление            | Выступление      | Выступление      | Лига | Лига | Кубок страны | Кубок страны | Еврокубки | Еврокубки | Остальные | Остальные | Итого | Итого |
| Клуб                   | Лига             | Сезон            | Игры | Голы | Игры         | Голы         | Игры      | Голы      | Игры      | Голы      | Игры  | Голы  |
| ---------------------- | ---------------- | ---------------- | ---- | ---- | ------------ | ------------ | --------- | --------- | --------- | --------- | ----- | ----- |
| Индепендьенте Медельин | Примера А        | 2005             | 11   | 4    | 0            | 0            | 0         | 0         | 0         | 0         | 11    | 4     |
| Индепендьенте Медельин | Примера А        | 2006             | 46   | 8    | 0            | 0            | 0         | 0         | 0         | 0         | 46    | 8     |
| Индепендьенте Медельин | Примера А        | 2007             | 40   | 11   | 0            | 0            | 0         | 0         | 0         | 0         | 40    | 11    |
| Индепендьенте Медельин | Примера А        | 2008             | 15   | 14   | 2            | 2            | 5         | 3         | 0         | 0         | 22    | 19    |
| Индепендьенте Медельин | Примера А        | 2009             | 24   | 18   | 0            | 0            | 0         | 0         | 0         | 0         | 24    | 18    |
| Индепендьенте Медельин | Итого            | Итого            | 136  | 55   | 2            | 2            | 5         | 3         | 0         | 0         | 143   | 60    |
| Хагуарес Чьяпас        | Лига МХ          | 2009/10          | 13   | 9    | 0            | 0            | 0         | 0         | 0         | 0         | 13    | 9     |
| Хагуарес Чьяпас        | Лига МХ          | 2010/11          | 14   | 4    | 2            | 5            | 3         | 0         | 0         | 0         | 19    | 9     |
| Хагуарес Чьяпас        | Лига МХ          | 2011/12          | 31   | 15   | 4            | 4            | 0         | 0         | 0         | 0         | 35    | 19    |
| Хагуарес Чьяпас        | Итого            | Итого            | 58   | 28   | 6            | 4            | 5         | 3         | 0         | 0         | 69    | 35    |
| Порту                  | Лига Сагриш      | 2012/13          | 30   | 26   | 2            | 2            | 8         | 3         | 0         | 0         | 40    | 31    |
| Порту                  | Лига Сагриш      | 2013/14          | 30   | 20   | 10           | 6            | 11        | 3         | 0         | 0         | 51    | 29    |
| Порту                  | Лига Сагриш      | 2014/15          | 30   | 21   | 2            | 3            | 10        | 8         | 0         | 0         | 42    | 32    |
| Порту                  | Итого            | Итого            | 90   | 67   | 14           | 11           | 29        | 14        | 0         | 0         | 133   | 92    |
| Атлетико Мадрид        | Примера          | 2015/16          | 15   | 2    | 3            | 0            | 4         | 1         | 0         | 0         | 22    | 3     |
| Атлетико Мадрид        | Итого            | Итого            | 15   | 2    | 3            | 0            | 4         | 1         | 0         | 0         | 22    | 3     |
| Гуанчжоу Эвергранд     | Высшая лига      | 2016             | 5    | 3    | 0            | 0            | 4         | 0         | 0         | 0         | 9     | 3     |
| Гуанчжоу Эвергранд     | Итого            | Итого            | 5    | 3    | 0            | 0            | 4         | 0         | 0         | 0         | 9     | 3     |
| Всего за карьеру       | Всего за карьеру | Всего за карьеру | 304  | 155  | 25           | 17           | 47        | 21        | 0         | 0         | 376   | 193   |

## Международная карьера
Мартинес дебютировал за сборную Колумбии в 2009 году в возрасте 22 лет в матче против сборной Мексики. 5 сентября в отборочном матче Чемпионата мира 2010 против сборной Эквадора Джексон забил свой первый гол за национальную команду.
В 2011 году он в составе сборной поехал на Кубок Америки в Аргентину. На турнире он сыграл в матче против сборной Перу.
В 2014 году Мартинес попал в заявку сборной на чемпионат мира в Бразилии. В первом матче группового этапа против сборной Греции Джексон вышел на поле во втором тайме заменив Теофило Гутьерреса. Во встрече против сборной Японии Мартинес вышел в основном составе и сделал «дубль».

### Голы за сборную Колумбии
| #   | Дата            | Место                                    | Противник | Счёт | Результат | Соревнование                           |
| --- | --------------- | ---------------------------------------- | --------- | ---- | --------- | -------------------------------------- |
| 01. | 5 сентября 2009 | Анастасио Гирардот, Медельин, Колумбия   | Эквадор   | 0:1  | 0:2       | Отборочный турнир чемпионата мира 2010 |
| 02. | 9 сентября 2009 | Сентенарио, Монтевидео, Уругвай          | Уругвай   | 1:1  | 1:3       | Отборочный турнир чемпионата мира 2010 |
| 03. | 10 октября 2009 | Анастасио Гирардот, Медельин, Колумбия   | Чили      | 0:1  | 4:2       | Отборочный турнир чемпионата мира 2010 |
| 04. | 25 июня 2011    | Анастасио Гирардот, Медельин, Колумбия   | Сенегал   | 0:1  | 0:2       | Товарищеский матч                      |
| 05. | 6 сентября 2011 | Форт-Лодердейл, Флорида, США             | Ямайка    | 1:0  | 2:0       | Товарищеский матч                      |
| 06. | 16 октября 2012 | Роберто Меленедес, Барранкилья, Колумбия | Камерун   | 1:0  | 3:0       | Товарищеский матч                      |
| 07. | 6 февраля 2013  | Сан Лайф-стэдиум, Майами, США            | Гватемала | 1:0  | 4:1       | Товарищеский матч                      |
| 08. | 6 февраля 2013  | Сан Лайф-стэдиум, Майами, США            | Гватемала | 2:0  | 4:1       | Товарищеский матч                      |
| 09. | 24 июня 2014    | Арена Пантанал, Куяба, Бразилия          | Япония    | 1:2  | 1:4       | Чемпионат мира 2014                    |
| 10. | 24 июня 2014    | Арена Пантанал, Куяба, Бразилия          | Япония    | 1:3  | 1:4       | Чемпионат мира 2014                    |

## Достижения

### Командные
«Индепендьенте Медельин»
- Чемпионат Колумбии по футболу: Клаусура 2009

«Порту»
- Чемпионат Португалии по футболу: 2012/13
- Обладатель Суперкубка Португалии: 2012, 2013

### Личные
- Лучший бомбардир чемпионата Колумбии: 2009
- Лучший бомбардир чемпионата Португалии (3): 2012/13, 2013/14, 2014/15